# Super Bowl XXXVIII
Super Bowl XXXVIII był trzydziestym ósmym Finałem o Mistrzostwo NFL w zawodowym futbolu amerykańskim, rozegranym 1 lutego 2004, na stadionie Reliant Stadium, w Houston, w stanie Teksas.
Mistrz konferencji AFC, drużyna New England Patriots, pokonał mistrza konferencji NFC, drużynę Carolina Panthers, uzyskując wynik 32–29 po tym, gdy Adam Vinatieri wykonał udany 41-jardowy kop na bramkę na 4 sekundy przed końcem spotkania.
Tytuł MVP finałów zdobył - po raz drugi w ciągu trzech lat - Tom Brady, rozgrywający zespołu Patriots, który ustanowił rekord 32 udanych podań w finale Super Bowl, co dało mu 67-procentową skuteczność (na 48 rzutów) i pozwoliło na uzyskanie 354 jardów pola i doprowadziło do 3 przyłożeń. Sam Brady zdobył 12 jardów pola. Jeden raz rywale przejęli jego podanie.
Finał został zapamiętany także ze względu na wydarzenie niezwiązane ze sportem – mające miejsce w przerwie meczu "problemy z odzieżą" Janet Jackson. Przed meczem hymn Stanów Zjednoczonych odśpiewała amerykańska piosenkarka Beyoncé Knowles.

## Literatura
- 2006 NFL Record and Fact Book, Time Inc. Home Entertainment, ISBN 1-933405-32-5
- Harper Collins, Total Football II: The Official Encyclopedia of the National Football League, ISBN 1-933405-32-5